# Disa harveyana
Disa harveyana är en orkidéart som beskrevs av John Lindley. Disa harveyana ingår i släktet Disa och familjen orkidéer.

## Underarter
Arten delas in i följande underarter:
- D. h. harveyana
- D. h. longicalcarata

## Bildgalleri

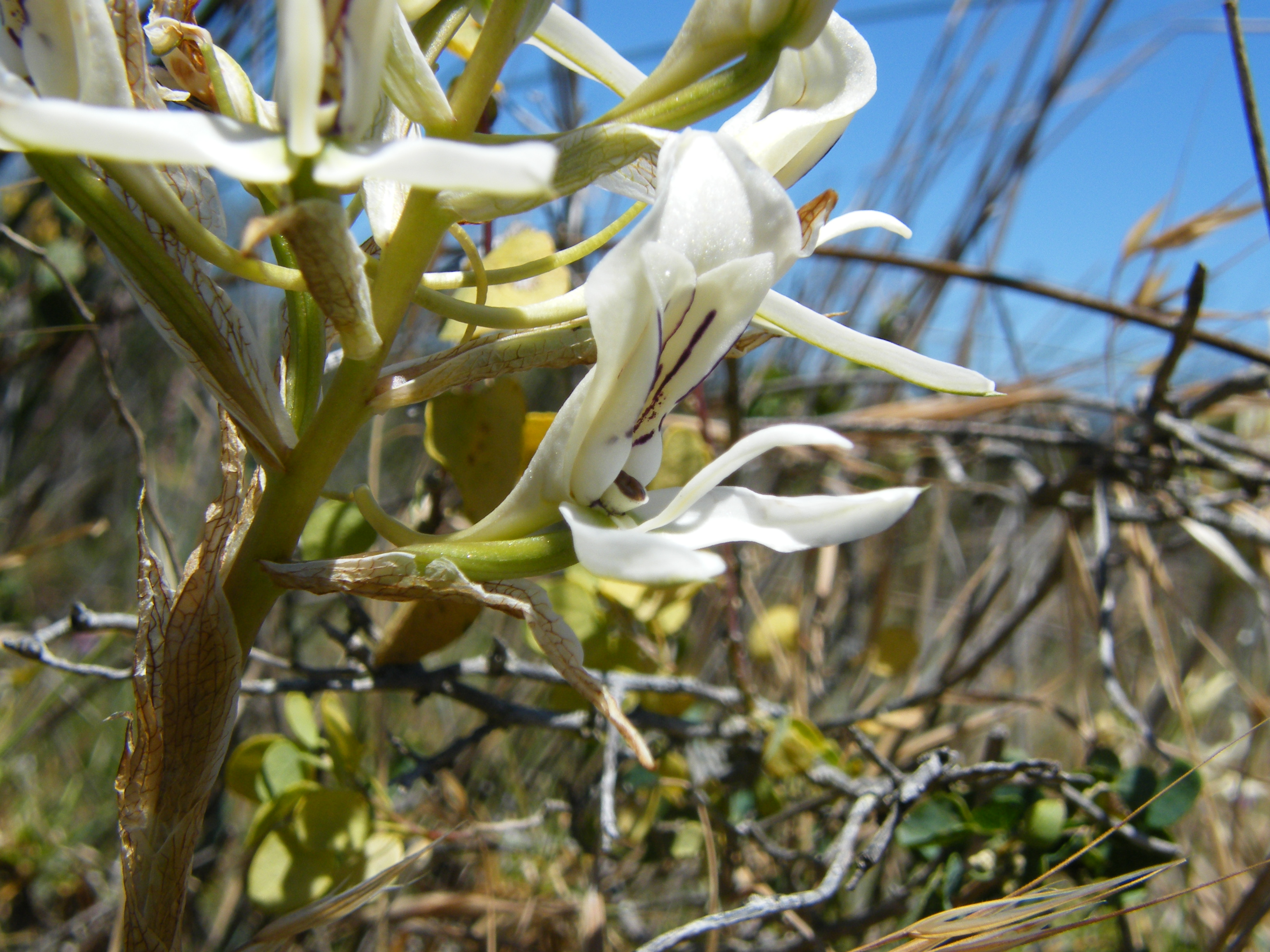
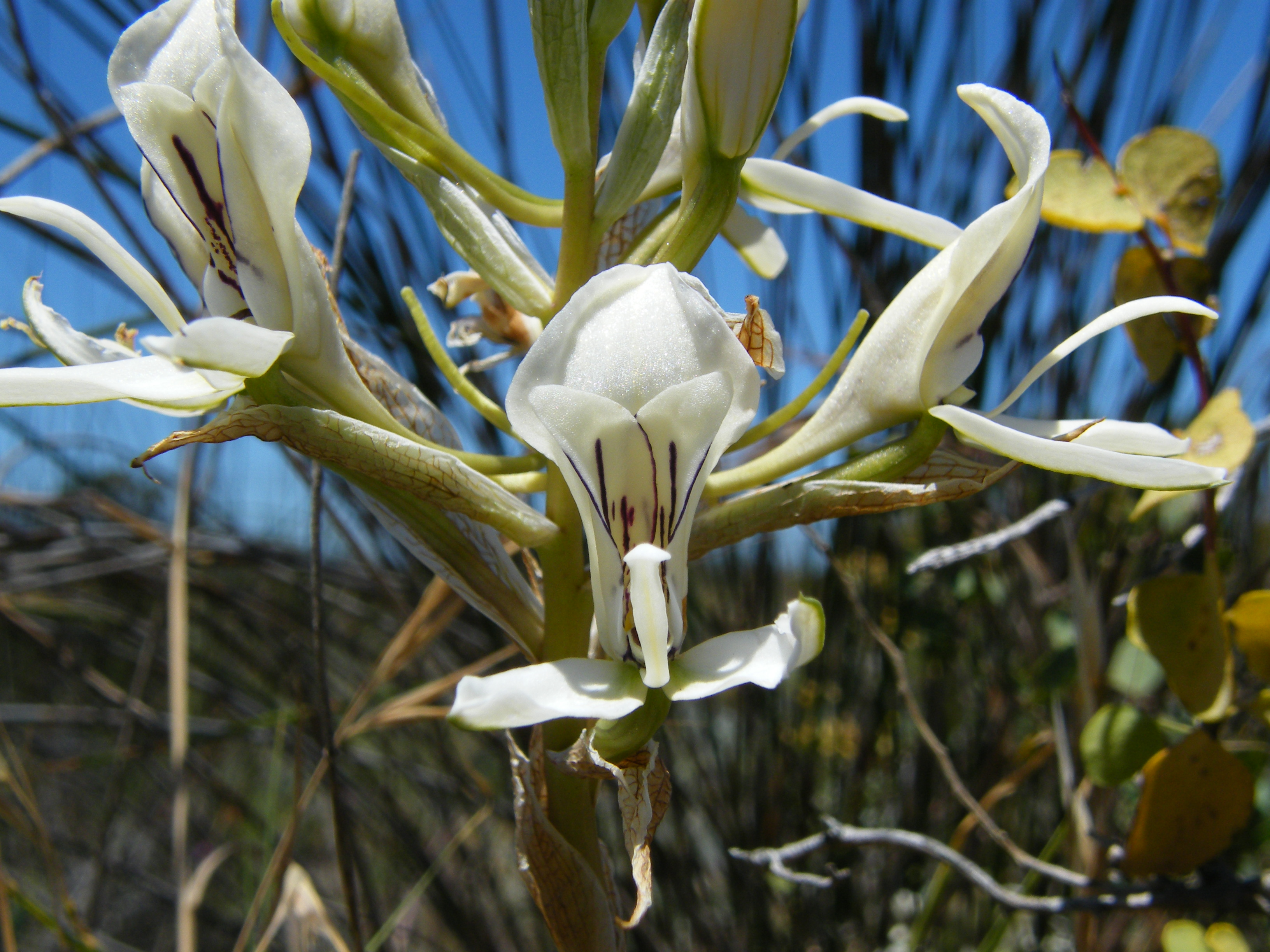
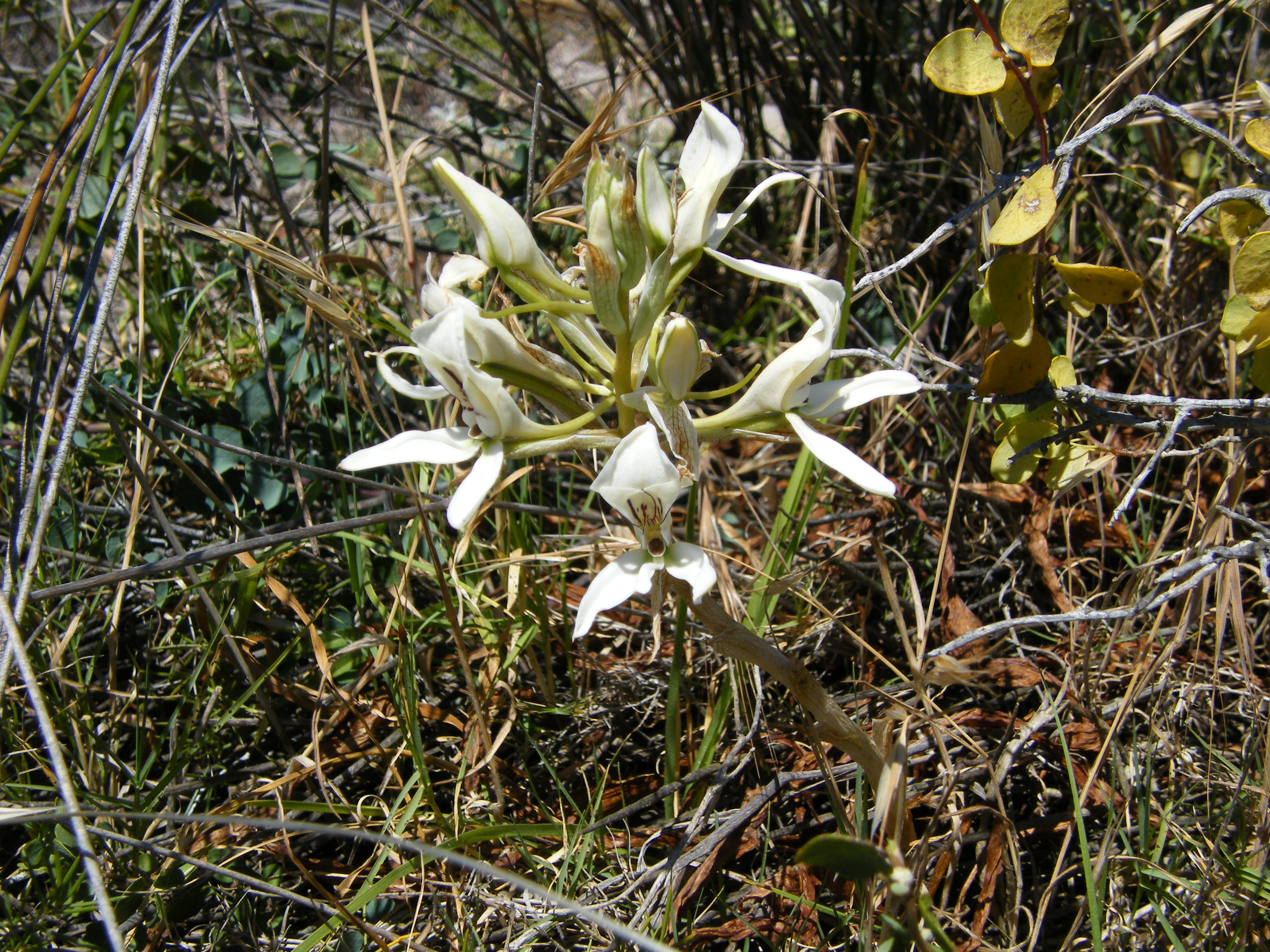